# Андріївська сільська рада (Чемеровецький район)
Андрі́ївська сільська́ ра́да — колишня адміністративно-територіальна одиниця та орган місцевого самоврядування в Чемеровецькому районі Хмельницької області. Адміністративний центр — село Андріївка.

## Загальні відомості
Андріївська сільська рада утворена в 1989 році.
- Територія ради: 1,798 км²
- Населення ради: 726 осіб (станом на 2001 рік)

## Населені пункти
Сільській раді були підпорядковані населені пункти:
- с. Андріївка

## Склад ради
Рада складалася з 16 депутатів та голови.
- Голова ради: Стецюк Микола Павлович
- Секретар ради: Чайковська Євгенія Броніславна

### Керівний склад попередніх скликань
| Прізвище, ім'я, по батькові        | Основні відомості                                                                              | Дата обрання | Дата звільнення |
| ---------------------------------- | ---------------------------------------------------------------------------------------------- | ------------ | --------------- |
| Пухальський Вікентій Станіславович | Сільський голова, 1951 року народження, освіта вища                                            | 26.03.2006   | 31.10.2010      |
| Пухальський Вікентій Станіславович | Сільський голова, 1951 року народження, освіта вища, безпартійний                              | 31.10.2010   | 28.03.2014      |
| Стецюк Микола Павлович             | Сільський голова, 1952 року народження, освіта вища, член Всеукраїнського об'єднання «Свобода» | 26.10.2014   |                 |

Примітка: таблиця складена за даними сайту Верховної Ради України

### Депутати
За результатами місцевих виборів 2010 року депутатами ради стали:

#### За суб'єктами висування
| Суб'єкт висування | Кількість обраних депутатів | %   |
| ----------------- | --------------------------- | --- |
| Самовисування     | 16                          | 100 |

#### За округами
| № округу | Прізвище, ім'я, по батькові      | Дата визнання обраним | Освіта  | Партійна приналежність      | Відомості про обраного депутата                                                                        |
| -------- | -------------------------------- | --------------------- | ------- | --------------------------- | --- |
| 1        | Тереховський Володимир Антонович | 02.11.2010            | середня | член Партії «Народна влада» | Чемеропецький медколедж, столяр                                                                        |
| 2        | Чайковська Євгенія Броніславівна | 02.11.2010            | вища    | позапартійна                | Андріївська сільська рада, секретар                                                                    |
| 3        | Бойко Юрій Володимирович         | 02.11.2010            | вища    | позапартійний               | ЗАТ "Оболонь Агро ", зоотехнік                                                                         |
| 4        | Кушнір Світлана Антонівна        | 02.11.2010            | середня | позапартійна                | Андріївське НВО, кухар                                                                                 |
| 5        | Гуцол Світлана Яківна            | 02.11.2010            | вища    | член Народної партії        | ТзОВ "Промінь Галичина ", секретар                                                                     |
| 6        | Бурдельна Ольга Володимирівна    | 02.11.2010            | вища    | член Народної партії        | управління держкомзему в Чемеровецькому районі, спеціаліст 1 1 категорії                               |
| 7        | Блонський Станіслав Степанович   | 02.11.2010            | середня | позапартійний               | ЗАТ ТНК "Оболонь ", водій                                                                              |
| 8        | Гулик Інна Анатоліївна           | 02.11.2010            | вища    | позапартійна                | Городенківський сирзавод, заготівельник молока                                                         |
| 9        | Пухальський Станіслав Францович  | 02.11.2010            | вища    | позапартійний               | Чемеровецький МНВК — ліцей, майстер практичного водіння                                                |
| 10       | Бринська Людмила Станіславівна   | 02.11.2010            | вища    | позапартійна                | Сокиринецька дільнична лікарня, медсестра                                                              |
| 11       | Добруцька Аліна Леонідівна       | 02.11.2010            | вища    | член Народної партії        | тимчасово не працює                                                                                    |
| 12       | Ковальчук Людмила Володимирівна  | 02.11.2010            | вища    | член Народної партії        | Управління праці та соцзахисту населення Чемеровецької РДА, начальник відділу персоніфікованого обліку |
| 13       | Каплунський Павло Петрович       | 02.11.2010            | середня | член Єдиного Центру         | приватний підприємець                                                                                  |
| 14       | Барбарук Микола Леонтійович      | 02.11.2010            | вища    | позапартійний               | Управління праці та соцзахисту населення, провідний спеціаліст відділу персоніфікованого обліку        |
| 15       | Сиротюк Валентина Казимирівна    | 02.11.2010            | середня | позапартійна                | Чемеровецька ЦРЛ, молодша медсестра                                                                    |
| 16       | Варениця Діма Свгенович          | 02.11.2010            | вища    | член Народної партії        | ЗАТ ТНК "Оболонь ", різноробочий                                                                       |